# Franz Pehr Oldenburg
Franz Pehr Oldenburg (* 1740 ; † 1774 en Madagascar) fue un naturalista sueco recolector de plantas .

## Vida y obra
Franz Pehr Oldenburg se desempeñó como un soldado sueco al servicio de la Compañía Danesa de las Indias Orientales.
Acompañó a Francis Masson en su primer viaje desde el 10 de diciembre de 1772 a enero de 1773 en el Cabo de Buena Esperanza y participó también, junto a Carl Peter Thunberg, en el segundo viaje de Francis Masson, en parte, a Port Elizabeth. En 1774 fue Oldenburg, por recomendación de Thunbergs, a Madagascar para recolectar plantas. Allí murió en el mismo año con una fiebre maligna.

## Honores
Christian Friedrich Lessing nombró en su honor el género Oldenburgia Less. de la familia de plantas Compuestas (Asteraceae).

## Literatura
- W. J. de Kock, D. W. Krüger, C. J. Beyers (Herausgeber): Dictionary of South African Biography. Band I–V, Human Sciences Research Council, Pretoria 1968–1987.
- Mary Gunn, L. E. W. Codd: Botanical Exploration of Southern Africa. An Illustrated History of Early Botanical Literature on the Cape Flora. CRC Press, 1981, ISBN 0869611291
- Umberto Quattrocchi: CRC World Dictionary of Plant Names: Common Names, Scientific Names, Eponyms, Synonyms, and Etymology. CRC Press Inc., 2000, S. 1863